# Natálie Kovanková
Natálie Kovanková, rozená Fastovičová (rusky Наталья Ивановна Кованько, Фастович) (13. září 1899 Jalta – 23. května 1967 Kyjev) byla herečka němého filmu.

## Život
Byla sestrou herců Borise Fastoviče, známého jako Boris de Fast a Viktora Fastoviče, známého jako Victor de Fast.
Poprvé se ve filmu objevila v roce 1918. Byla manželkou režiséra Viktora Turžanského, s nímž (a dalšími zaměstnanci filmové společnosti Jermolijev v roce 1919 emigrovali do Francie na řecké nákladní lodi „Panther“ a usadili se v Paříži. Zde se připojili ke společnosti I. N. Jermolijeva. V roce 1926 odešli do Hollywoodu.
Poprvé se ve Francii proslavila na začátku 20. let 20. století rolí Heleny, oslnivě krásné ruské princezny ve vyhnanství, ve filmu „Jean d'Agrève“, jehož stejnojmenný hrdina se šíleně zamiluje do okouzlujícího prostředí ostrova Port-Cros.
V roce 1931 se Viktor Turžanskij setkal s francouzskou herečkou Simone Simonovou, do které se zamiloval a obsadil ji do svého prvního filmu Le Chanteur inconnu (Neznámý zpěvak), po kterém brzy v roce 1935 následoval druhý film  Les Yeux noirs (Černé oči). Natálie Kovanková se s ním rozešla a vrátila se do Ruska, poté do svého domova na Ukrajině, kde v roce 1967 zemřela v Kyjevě.

## Filmografie

### Rusko
- 1917 — Заколдованный круг — Зоя, невеста Жоржа
- 1917 — Иди за мной — Мария
- 1917 — Козы… козочки… козлы…
- 1917 — Приключения Стецюры
- 1917 — Так было, но так не будет — Мура, дочь Сурина
- 1918 — Бал Господень — Недда
- 1918 — Болотные миражи — Лия, дочь Гольдберга
- 1918 — Звезда Олимпии
- 1918 — Искатели жемчуга — Тата, дочь Мариэтты
- 1918—1919 — Вы просите песен — их нет у меня
- 1919 — Грех и искупление — Юлия
- 1919 — Оброненная мечта — Ната, дочь купца

### Francie
- 1921 : L'Ordonnance (première version), de Victor Tourjanski
- 1921 : Les Contes des mille et une nuits I, de Victor Tourjanski (krátký film)
- 1921 : Les Contes des mille et une nuits II, de Victor Tourjanski (krátký film)
- 1921 : Les Contes des mille et une nuits III, de Victor Tourjanski (krátký film)
- 1922 : Nuit de carnaval, de Victor Tourjanski
- 1922 : Le Quinzième prélude de Chopin, de Victor Tourjanski
- 1922 : Jean d’Agrève, de René Leprince
- 1923 : Le Chant de l'amour triomphant, de Victor Tourjanski[1]
- 1923 : Calvaire d'amour de Victor Tourjanski
- 1924 : La Dame masquée, ou La Femme masquée, de Victor Tourjanski
- 1925 : Le Prince charmant,  de Victor Tourjanski avec Jaque-Catelain
- 1926 : Michel Strogoff, de Victor Tourjanski avec Ivan Mosjoukine[pozn. 1]
- 1934 : Volga en flammes, de Victor Tourjanski avec Valery Inkijinoff[1][2][pozn. 2]